# بادی الکتریک (ترانه)
«بادی الکتریک» (انگلیسی: Body Electric) ترانه‌ای از خواننده و ترانه‌نویس آمریکایی لانا دل ری است. این ترانه در سومین آلبوم چندآهنگه دل ری باعنوان بهشت ظاهر شد. پس از انتشار ای‌پی، ترانه درحالی که در جدول بیلبورد هات راک سانگز ایالات متحده بود، وارد جدول‌های رسمی فروش موسیقی فرانسه و بریتانیا شد.